# Jordi Royo Aguado
Jordi Royo Aguado   (Barcelona, 1959 - 24 de juliol de 2019) fou un poeta català que escriví pràcticament sempre en llengua castellana.
Nascut a Barcelona l'any 1959, Royo es va llicenciar als anys noranta en Filosofia per la Universitat de Barcelona, va realitzar cursos de doctorat de Literatura Comparada i va dirigir les col·leccions d'art i literatura: Amagatotis, Ipshitilla, Phalartao i Boston. També va dur a terme una breu tasca com a crític d'art, col·laborant en catàlegs d'artistes plàstics a diversos països.
Com a poeta va ser autor de llibres com Naznava (Premi Ámbito Literario / Poesía 1982); Il Gobbo (Premio Ámbito Literario /Poesía 1988), ambdós publicats per l'editorial Anthropos; així com La utilidad de la muerte (1997), Okupación del alma (2002) i @-dreams (2009), publicats per Bassarai. Recentment s'havia reunit el conjunt de tota la seva obra en un únic volum: Poesía Reunida 1980-2011, Ediciones Sin Fin (2017). Els seus poemes han estat inclosos en antologies d'Espanya i Mèxic i traduïts a l'hongarès, al portuguès i l'italià. El gener de 2018 i aprofitant l'aparició de la seva Poesia Reunida 1980-2011, els seus amics poetes li van retre homenatge a la Llibreria Calders de Barcelona.
La seva obra assagística, publicada de forma parcial en revistes, fou editada per Bassarai en La imagen poética (2004). Va traduir al català i al castellà Giacomo Leopardi i a Csoóri Sándor, i va revisar la traducció de Old Possum’s book of Practical Cats de T. S. Eliot i alguns textos de János Pilinszky. En un text dels seus amics escriptors Jaume Benavente, Kepa Murua, Antoni García Porta, Gustavo Vega, han assenyalat que «lluny de les convencions», la seva va ser «una poesia lliure de qualsevol compromís que no inclogués la seva pròpia presència, la seva recerca i experimentació. Va optar per una refundació lírica, sense concessions, no adscrita a militàncies, que integrava elements de la poesia visual, equacions, signes de net-art, variacions numèriques, codi màquina, i claus que representava amb llistats que s'apropen a l'exactitud del llenguatge científic, per expressar, paradoxalment, la inexactitud i la immesurable dimensió de l'ésser humà».